# Vicente Pérez Esteban
Vicente Pérez Esteban (Albaida, 1976) is een Spaans componist en muziekpedagoog.

## Levensloop
Pérez Esteban kreeg zijn eerste muzieklessen in de plaatselijke banda. Naar zijn muziekstudies werd hij docent aan het conservatorium in Villena in de provincie Alicante. Geïnvolveerd in het verenigingsleven en de cultuur van de regio schreef hij als componist verschillende werken voor banda. Omdat zijn grootvader Blas Esteban lid van een morse broederschap (Comparsa de Moros Nazaríes) en binnen deze vereniging als "Sultán de los Nazaríes" aangeduid werd droeg de componist zijn morse mars (marcha mora) Sultán Nazarí aan zijn grootvader op. Het werk ging op 5 september 1997 in première. 

## Composities

### Werken voor banda (harmonieorkest)
- 1997 Sultan Nazarí, marcha mora
- 2001 “Alí-Gea-Bà–Spyros (Aligeabà Spyros), marcha mora
- Albaidejar, paso-doble
- El timball y la lluna del Cid, marcha cristiana
- Templaris d’Albaida, marcha cristiana